# Глядени
Гляде́ни (рос. Глядены) — присілок у складі Сухолозького міського округу Свердловської області.
Населення — 191 особа (2010, 91 у 2002).
Національний склад населення станом на 2002 рік: росіяни — 95 %.